# Guillermo Bordarampé
Guillermo Bordarampé (4 de diciembre de 1951 en Buenos Aires, Argentina) es un músico argentino, fundador e integrante de la banda Arco Iris. Fundador y director del sello independiente Pachamama Music. Desde 1983 se desempeña junto al grupo Inca, de música fusión latinoamericana y como solista, radicado en California.

## Biografía
Nacido en el barrio porteño de Flores, en la intersección de Av. Rivadavia y Carabobo, Guillermo Bordarampé fue uno de los fundadores junto a Gustavo Santaolalla y Ara Tokatlian, de la legendaria banda Arco Iris, una de las iniciadoras del rock nacional argentino. En 1982, varios años después de que Santaolalla se alejara de la banda, también lo hizo Bordarampé, para formar su propia banda.
En 2003, poco antes de morir en México, Dana -tomándole la mano a Ara Tokatlian- tuvo uno de sus últimos recuerdos para Gustavo Santaolalla y Guillermo Bordarampé:

¡Qué lástima que no estén acá Gustavo y Guillermo!

## Trayectoria
- 1968-1982: Arco Iris
- 1983-presente: INCA
- 1999-presente: Solista

## Discografía

### Álbumes

#### ConArco Iris
- Arco Iris (1970)
- Tiempo de resurrección (1972)
- Sudamérica o el regreso a la aurora (1972)
- Inti Raymi (1973)
- Agitor Lucens V (1975)
- Los Elementales (Fuerzas mágicas de la naturaleza) (1977)

#### ConAra Tokatlian
- Inspiración (1975), con Mono Villegas

#### ConINCA
- INCA, the Peruvian Ensemble (1992)
- Vientos del sur (1994)
- Danzante (1997)
- Que siga la farra (2003)
- El sueño de Tilopa (2009)
- Paraíso andino (2020)
- Abrazo fraterno (2020)
- Chasqui (2022)

#### Solista
- Último mate (1999)
- Espacios (2013), con Ara Tokatlian
- Imagining (2016), con Ara Tokatlian
- Meditations (2022)